# Otto Bradfisch
Otto Bradfisch, född 10 maj 1903 i Zweibrücken, död 22 juni 1994 i Seeshaupt, var en tysk ekonom, jurist och Obersturmbannführer. Han var från juni 1941 till april 1942 chef för Einsatzkommando 8, som tillhörde Einsatzgruppe B, en av de fyra mobila insatsgrupper som opererade i det av Nazityskland ockuperade Baltikum och Sovjetunionen.

## Andra världskriget
Den 22 juni 1941 inleddes Operation Barbarossa, Tysklands anfall på den forna bundsförvanten Sovjetunionen. I kölvattnet på de framryckande tyska arméerna följde fyra särskilda insatsgrupper, Einsatzgruppen, vars uppgift det var att eliminera för Tysklands intressen misshagliga personer, det vill säga att döda judar, zigenare, partisaner och bolsjevikiska partikommissarier (politruker). I juni 1941 utsågs Bradfisch till befälhavare för Einsatzkommando 8 inom Einsatzgruppe B, som var knuten till Armégrupp Mitte. Bradfisch ledde massmord på judar, bolsjevikiska partikommissarier och sovjetiska krigsfångar i bland annat Białystok, Baranavitjy, Minsk, Babrujsk och Mogiljev. I Mogiljev mördades psykiskt funktionshindrade människor i gasvagnar.
I april 1942 utsågs Bradfisch till chef för Gestapo i Łódź och ansvarade för deportationerna av judar från stadens getto till förintelselägret i Chełmno.
Efter andra världskriget gick Bradfisch under jorden och antog namnet Karl Evers. Han greps år 1958 och dömdes tre år senare till 10 års fängelse för krigsförbrytelser i Vitryssland. År 1963 dömdes han till 13 års fängelse för sina brott i Łódź.

## Utmärkelser
Otto Bradfischs utmärkelser
- Järnkorset av andra klassen
- Krigsförtjänstkorset av första klassen med svärd
- Krigsförtjänstkorset av andra klassen med svärd
- Totenkopfring